# Igors Dobičins
Igors Dobičins (* 1958 in Riga) ist ein lettischer Bildhauer. Er lebt in Sigulda/Lettland.
An der Kunsthochschule Riga absolvierte er ein Studium der Bildhauerei.
In den Jahren von 1986 bis 1999 beteiligte er sich an nationalen und internationalen Symposien in Riga, Montreal/Kanada, Rostock, Otepe/Estland, Brauming/Dänemark, Stockholm/Schweden, Borkele/Niederlande, Tallinn/Estland, Logstor/Dänemark, Sprimont/Belgien und in Litauen.
Im Jahr 1999 erhielt er ein Stipendium in Bohuslän/Schweden.
Von ihm finden sich Skulpturen im öffentlichen Raum in verschiedenen Orten.

## Ausstellungen
- Igors Dobicins, Gastatelier Lettland: Bildhauerei und Objekte. 18. April – 2. Mai 2010, Kunstverein Langenfeld/Rhld.[2]

## Werke
- in Brinkum, Wohngebiet Briseck auf dem Platz an der Marsstraße: Objekt Kunst im Kindergarten aus schwedischem Granit (1999)[3]
- Bassum, im Park der Freudenburg: Liebespaar (Buche, 2001)